# Hilyotrogus stolidus
Hilyotrogus stolidus är en skalbaggsart som beskrevs av Leon Fairmaire 1886. Hilyotrogus stolidus ingår i släktet Hilyotrogus och familjen Melolonthidae. Inga underarter finns listade i Catalogue of Life.